# آمرشویر
آمرشویر (به فرانسوی: Ammerschwihr) یک کمون در فرانسه است که در Canton of Kaysersberg واقع شده‌است.

## خصوصیات
آمرشویر ۱۹٫۶۶ کیلومترمربع مساحت و ۱٬۹۳۸ نفر جمعیت دارد و ۲۴۰ متر بالاتر از سطح دریا واقع شده‌است.